# Joeropsis brevicornis
Joeropsis brevicornis is een pissebed uit de familie Joeropsididae. De wetenschappelijke naam van de soort is voor het eerst geldig gepubliceerd in 1885 door Koehler.